# Laboratorio de Investigación y Formación en Informática Avanzada
LIFIA es el acrónimo que identifica al Laboratorio de Investigación y Formación en Informática Avanzada de la Universidad Nacional de La Plata dependiente de la Facultad de Informática y creado en 1988. Desde entonces se encarga de investigación, desarrollo, formación y transferencia tecnológica que contibuye al crecimiento y la madurez de las tecnologías de la información. Desarrolla actividades de investigación en áreas tales como: Ingeniería Web, Computación Móvil y Ubicua, Teoría y Métodos Formales, Ambientes Colaborativos y Web Semántica, etc. Participa de proyectos de investigación nacionales e internacionales financiados por diferentes organismos científicos y tecnológicos. Promueve colaboración intensiva con investigadores de otras instituciones.
LIFIA se separa administrativamente en 2 áreas
- Área de investigación: 30 personas entre Investigadores y becarios del CONICET, investigadores del CIC, doctorandos y becarios de la UNLP.
- Área de transferencia de tecnología: 170 personas entre líderes de proyecto, analistas, diseñadores, desarrolladores, testers.

## Proyecto Televisión Digital
El LIFIA participa de la puesta en marcha del Sistema Argentino de Televisión Digital desde el 2009. Sus tareas incluyen:
- Desarrollo de Ginga.ar (bajo un esquema de licenciamiento de software libre),
- Testing y Evaluación de implementaciones de Ginga NCL,
- Lineamientos técnicos del SATVDT (Ginga.ar TestSuite, Update OTA),
- Ports Ginga.ar a diferentes plataformas de decodificadores,
- Desarrollo de aplicaciones interactivas y backends de automatización,
- Desarrollo de tecnologías de datacasting y procesamiento de TransportStreams,
- Actividades de difusión de las tecnologías relacionadas con la TV digital: Argentina, Brasil, Chile, Ecuador, Perú, Venezuela, Colombia.

En este proyecto LIFIA trabaja con socios estratégicos como: PUC-Rio, Minplan, TDA, Canal 7, Siano, Cavium, VEC, CPA-UNTREF, DataFactory.